# Lajos Kocsis
Lajos Kocsis (ur. 18 czerwca 1947 w Segedynie, zm. 9 października 2000 w Budapeszcie) – piłkarz węgierski grający na pozycji pomocnika. W swojej karierze rozegrał 33 mecze w reprezentacji Węgier i strzelił w nich 7 goli.

## Kariera klubowa
Swoją karierę piłkarską Kocsis rozpoczynał w juniorach takich klubów jak: Móravárosi Kinizsi i Szegedi VSE. Następnie przeszedł do Salgótarjáni BTC i w sezonie 1965 zadebiutował w nim w pierwszej lidze. W 1967 roku odszedł do Honvédu Budapeszt. Wraz z Honvédem trzykrotnie był wicemistrzem kraju w latach 1969, 1972 oraz 1975. W 1977 roku odszedł z Honvédu do Gyulai SE, gdzie grał do końca swojej kariery, czyli do 1982 roku.

## Kariera reprezentacyjna
W reprezentacji Węgier Kocsis zadebiutował 22 września 1969 roku w wygranym 3:0 meczu eliminacji do MŚ 1970 z Danią. W 1972 roku zajął z Węgrami 4. miejsce na Euro 72. Na tym turnieju zagrał w jednym meczu, półfinałowym ze Związkiem Radzieckim (0:1).
W swojej karierze Kocsis dwukrotnie wystąpił na letnich igrzyskach olimpijskich. W 1968 roku na igrzyskach w Meksyku zdobył złoty medal, a w 1972 roku na igrzyskach w Monachium srebrny. Od 1969 do 1975 roku rozegrał w kadrze narodowej 33 mecze i strzelił 7 goli.
| Mecze i gole w reprezentacji | Mecze i gole w reprezentacji | Mecze i gole w reprezentacji | Mecze i gole w reprezentacji | Mecze i gole w reprezentacji | Mecze i gole w reprezentacji | Mecze i gole w reprezentacji |
| #                            | Data                         | Stadion                      | Rywal                        | Wynik                        | Gol                          | Rozgrywki                    |
| 1969                         | 1969                         | 1969                         | 1969                         | 1969                         | 1969                         | 1969                         |
| ---------------------------- | ---------------------------- | ---------------------------- | ---------------------------- | ---------------------------- | ---------------------------- | ---------------------------- |
| 1.                           | 22.09.1969                   | Budapeszt, Węgry             | Dania                        | 3:0                          | 0                            | el. MŚ 1970                  |
| 2.                           | 05.11.1969                   | Budapeszt, Węgry             | Irlandia                     | 4:0                          | 1                            | el. MŚ 1970                  |
| 3.                           | 03.12.1969                   | Marsylia, Francja            | Czechosłowacja               | 1:4                          | 1                            | el. MŚ 1970                  |
| 1970                         |                              |                              |                              |                              |                              |                              |
| 4.                           | 02.05.1970                   | Budapeszt, Węgry             | Polska                       | 2:0                          | 0                            | towarzyski                   |
| 5.                           | 16.05.1970                   | Budapeszt, Węgry             | Szwecja                      | 1:2                          | 0                            | towarzyski                   |
| 6.                           | 09.09.1970                   | Norymberga, RFN              | RFN                          | 1:3                          | 0                            | towarzyski                   |
| 7.                           | 27.09.1970                   | Budapeszt, Węgry             | Austria                      | 1:1                          | 0                            | towarzyski                   |
| 8.                           | 07.10.1970                   | Oslo, Norwegia               | Norwegia                     | 3:1                          | 0                            | el. ME 1972                  |
| 9.                           | 15.11.1970                   | Bazylea, Szwajcaria          | Szwajcaria                   | 1:0                          | 0                            | towarzyski                   |
| 1971                         |                              |                              |                              |                              |                              |                              |
| 10.                          | 04.04.1971                   | Wiedeń, Austria              | Austria                      | 2:0                          | 0                            | towarzyski                   |
| 11.                          | 24.04.1971                   | Budapeszt, Węgry             | Francja                      | 1:1                          | 1                            | el. ME 1972                  |
| 12.                          | 19.05.1971                   | Sofia, Bułgaria              | Bułgaria                     | 0:3                          | 0                            | el. ME 1972                  |
| 1972                         |                              |                              |                              |                              |                              |                              |
| 13.                          | 29.04.1972                   | Budapeszt, Węgry             | Rumunia                      | 1:1                          | 0                            | el. ME 1972                  |
| 14.                          | 06.05.1972                   | Budapeszt, Węgry             | Malta                        | 3:0                          | 1                            | el. MŚ 1974                  |
| 15.                          | 14.05.1972                   | Bukareszt, Rumunia           | Rumunia                      | 2:2                          | 1                            | el. ME 1972                  |
| 16.                          | 17.05.1972                   | Belgrad, Jugosławia          | Rumunia                      | 2:1                          | 1                            | el. ME 1972                  |
| 17.                          | 25.05.1972                   | Sztokholm, Szwecja           | Szwecja                      | 0:0                          | 0                            | el. MŚ 1974                  |
| 18.                          | 14.06.1972                   | Bruksela, Belgia             | ZSRR                         | 0:1                          | 0                            | ME 1972                      |
| 19.                          | 27.08.1972                   | Norymberga, RFN              | Iran                         | 5:0                          | 0                            | IO 1972                      |
| 20.                          | 31.08.1972                   | Augsburg, RFN                | Dania                        | 2:0                          | 0                            | IO 1972                      |
| 21.                          | 03.09.1972                   | Pasawa, RFN                  | NRD                          | 2:0                          | 0                            | IO 1972                      |
| 22.                          | 10.09.1972                   | Monachium, RFN               | Polska                       | 1:2                          | 0                            | IO 1972                      |
| 23.                          | 15.10.1972                   | Wiedeń, Austria              | Austria                      | 2:2                          | 1                            | el. MŚ 1974                  |
| 1973                         |                              |                              |                              |                              |                              |                              |
| 24.                          | 29.04.1973                   | Budapeszt, Węgry             | Austria                      | 2:2                          | 0                            | el. MŚ 1974                  |
| 25.                          | 16.05.1973                   | Karl-Marx-Stadt, NRD         | NRD                          | 1:2                          | 0                            | towarzyski                   |
| 26.                          | 13.06.1973                   | Budapeszt, Węgry             | Szwecja                      | 3:3                          | 0                            | el. MŚ 1974                  |
| 27.                          | 26.09.1973                   | Belgrad, Jugosławia          | Jugosławia                   | 1:1                          | 0                            | towarzyski                   |
| 28.                          | 13.10.1973                   | Kopenhaga, Dania             | Dania                        | 2:2                          | 0                            | towarzyski                   |
| 29.                          | 21.11.1973                   | Budapeszt, Węgry             | NRD                          | 0:1                          | 0                            | towarzyski                   |
| 1975                         |                              |                              |                              |                              |                              |                              |
| 30.                          | 26.03.1975                   | Paryż, Francja               | Francja                      | 0:2                          | 0                            | towarzyski                   |
| 31.                          | 02.04.1975                   | Wiedeń, Austria              | Austria                      | 0:0                          | 0                            | el. ME 1976                  |
| 32.                          | 16.04.1975                   | Budapeszt, Węgry             | Walia                        | 1:2                          | 0                            | el. ME 1976                  |
| 33.                          | 24.09.1975                   | Budapeszt, Węgry             | Austria                      | 2:1                          | 0                            | el. ME 1976                  |